# Operadores logísticos
Operadores logísticos (Third-Party logistics (3PL) (em inglês)) envolvem o uso de companhias externas para realizar funções logísticas que anteriormente eram realizadas dentro da empresa (Robeson et al., 1994, p. 20).

## História
Os operadores logísticos devem existir desde que existe comércio mas, provavelmente eram conhecidos de uma forma menos glamurosa e com retornos bem inferiores.
Com as grandes taxas de juros e fortes esforços em reduzir os níveis de stocks  durante as décadas de 70 e 80, uma mudança significativa ocorreu para os operadores logísticos. Os gestores decidiram concentrar-se nas suas competências fulcrais e deixar os outros assuntos a parte, dando assim lugar aos operadores logísticos. Entre outros,  o guru da gestão Peter Drucker vê este tipo de serviço como em pleno crescimento (Robeson et al., 1994, p. 46).

## O que são e que funções desempenham
As atividades logísticas requerem uma aplicação intensiva de capital. Para mover e armazenar materiais e distribuir produtos é necessário muito espaço de armazenamento, equipamentos, mão-de-obra e cada vez mais são necessários também computadores com hardware e software específico (Robeson et al., 1994, p. 508).
Os operadores logísticos são companhias externas que são contratadas para realizar funções de gestão e distribuição dos materiais de determinada empresa. No típico contrato logístico, o fornecedor do serviço integra mais que uma funcionalidade dentro da cadeia de abastecimento. Uma diversa área de atividades é fornecida, como por exemplo (Robeson et al., 1994, p. 509):
- Consolidação da carga de diversos locais;
- Gestão do transporte de materiais entre diversos armazéns;
- Desconsolidação ou reconsolidação de produtos no armazém central para entrega em remessas nas lojas;
- Gestão das cargas de transporte para as lojas.

Os operadores logísticos também fornecem suportes físicos e infra-estruturas, tais como (Robeson et al., 1994, p. 510):
- Caminhões;
- Armazéns;
- Serviços de mão-de-obra e gestão;
- Serviços específicos (em alguns casos) incluindo:
  - Gestão do inventário;
  - Preparação da produção;
  - Planejamento estratégico da distribuição;
  - Aquisição de locais;
  - Disposição do armazém.

## Quando recorrer a operadores logísticos
No clima atual de recursos seriamente limitados, é necessário para sobreviver conseguir uma produtividade competitiva. Como tal, cada vez mais os gestores colocam questões fundamentais nas áreas da logística. Questões como:
- O que se está, precisamente, disposto a pagar por cada atividade logística?
- É realmente preciso o controle direto das atividades logísticas da empresa?
- Pode-se suportar uma organização interna na empresa focada apenas na logística?
- É possível a redução de custos com a contratação de atividades logísticas a um operador logístico?

Embora de extrema relevância os custos representam apenas metade do importante. A outra metade é o serviço. O canal logístico forma um dos interfaces chave de um negócio, conectando a empresa com os seus fornecedores num dos lados e os seus clientes no outro. Uma quebra ao longo deste canal, seja ela devido a uma falta de comunicação relativamente a uma encomenda, a falta de material ou componentes, um atraso ou danificação nas entregas podem ter efeitos devastadores na relação entre o cliente e o fornecedor. Como as cadeias de abastecimento e de distribuição na logística têm vindo a ficar cada vez mais complexas as oportunidades para falhas em qualquer uma delas tem vindo a aumentar também. Os gestores, face a estas situações e à elevada competitividade com altos níveis de qualidade, têm que colocar outro conjunto de questões fundamentais:
- Consegue-se manter a qualidade sem o controle direto das atividades logísticas da empresa?
- É prudente abandonar o desenvolvimento do conhecimento interno da empresa na área da logística?
- Se subcontratarmos o controle das atividades logísticas da empresa não estaremos a lidar só com uma redução nos custos, mas com uma perda de contato direto com os clientes a um período curto de tempo?

A subcontratação de atividades logísticas a uma empresa externa representa uma grande oportunidade em alguns casos mas, representa também riscos em outros. A incerteza inerente na subcontratação, é de facto uma das maiores razões de existirem muito poucos contratos logísticos. No fundo, é sempre mais fácil manter o status quo mas, ignorar o potencial adjacente a um contrato logístico é talvez o caminho com mais riscos deles todos. Apenas um olhar mais experiente e uma análise profunda dos custos e benefícios podem ajudar uma empresa a reconhecer se a subcontratação é ou não uma alternativa melhor que a enfrentam atualmente (Robeson et al., 1994, p. 508).

## Benefícios
Com o ambiente competitivo dos dias de hoje as empresas estão constantemente em busca de uma maneira de melhorarem a sua eficácia operativa alcançando vantagem competitiva. Um número de fatores ambientais tem vindo recentemente a dificultar essa busca, criando desafios particularmente nas funções logísticas:
- O abrandamento da economia mundial aumentou a pressão para reduzir os custos totais tentando aumentar a margem de lucro
- A globalização da produção e distribuição tem vindo a aumentar a complexidade e os custos das funções logísticas
- A competição tem forçado muitas companhias a expandir a diversidade de produtos para se manterem competitivas, aumentando assim a sua responsabilidade perante o cliente, reduzindo o tempo de vida dos produtos, mas adicionando complexidade e custos logísticos
- A restrição de capital que muitas companhias enfrentam, significa que em alguns casos o referido capital apenas está disponível para ser empregue em atividades essenciais como a produção e desenvolvimento de novos produtos. O capital para renovar bens logísticos e melhorar os sistemas de informação logísticos é reduzido.

Quando corretamente implementados, os operadores logísticos podem ajudar a cumprir estes desafios. O potencial na redução de custos da subcontratação tem sido provado a nível mundial, onde muitas empresas tem conseguido reduções substanciais nos gastos logísticos.

Nomeando apenas algumas vantagens de utilização, os operadores logísticos podem permitir à empresa a redução na realização de transportes em economias de escala através de rotas mais diretas e envios porta a porta. Também, um melhor planejamento e uma melhor previsão na cadeia de abastecimento significam resultados importantes na redução de emergências, como ter que recorrer a transportes de última hora ou serviços pontuais de avião e caminhão (Robeson et al., 1994, p. 511).

## Barreiras à implementação
As razões que levam a este tipo de serviço ser tão pouco utilizadas são várias, podendo por vezes ser barreiras complexas. A subcontratação da gestão da cadeia de abastecimento é muito mais complicada que adquirir um simples contrato de um serviço transporte. As funcionalidade afetadas por todos envolvidos na decisão incluí não só a logística mas também a produção, vendas, marketing e até mesmo as finanças. Conforme o número de funções aumenta, o processo de decisão torna-se mais complicado e como a subcontratação logística é um conceito recente, os procedimentos internos pra acomodar as decisões da mesma ainda não foram formalizados (Robeson et al., 1994, p. 512).